# HD 25069
HD 25069，又名BD-05 789，SAO 130860、HR 1232，是一颗恒星，视星等为5.83，位于銀經195.68，銀緯-40.48，其B1900.0坐标为赤經3h 53m 56.6s，赤緯-5° -40.48′ 4″。